# Лепрекон 3: Приключения в Лас-Вегасе
«Лепрекон 3: Приключения в Лас-Вегасе» (англ. Leprechaun 3) — американский комедийный фильм ужасов 1995 года режиссёра Брайана Тренчарда-Смита, продолжение фильма 1994 года «Лепрекон 2: Одна свадьба и много похорон» и третий в сериале о злобном Лепреконе. Фильм вышел сразу на видео.

## Сюжет
Сильно побитый мужчина без руки, одного глаза и к тому же хромающий приносит в ломбард статую Лепрекона с медальоном на шее с целью заложить это имущество и получить денег. Также мужчина сообщает о том, что медальон со статуи ни в коем случае снимать не надо. Однако владелец ломбарда мужчину не послушал и в скором времени для того, чтобы рассмотреть медальон получше, снял его. В результате этого Лепрекон ожил.
В это время через Лас-Вегас в Лос-Анджелес едет на автомобиле парень по имени Скотт. При себе он имеет чек на 23 тысячи долларов, данный ему родителями в целях оплаты обучения и проживания. Однако заинтересованный огнями Лас-Вегаса Скотт случайно сталкивается с девушкой-красавицей Тамми, которая показывает в одном из развлекательных казино простенькие фокусы. Не сдержав любопытства, Скотт попадает в это казино и, забыв про свою учёбу, спускает все деньги в азартных играх.
Оставшийся без цента в кармане Скотт направляется в ломбард с целью заложить подаренные ему дедушкой часы. В ломбарде Скотт обнаруживает труп владельца, а на мониторе компьютера читает информацию о Лепреконах, из которой выясняется, что стоит лишь загадать желание и пожелать денег, последние непременно появятся. Парень решительно направляется обратно в казино, куда попутно направился и сам Лепрекон.

## В ролях
- Уорик Дэвис — Лепрекон
- Джон Гэйтинс — Скотт МакКой
- Ли Армстронг — Тэмми Ларсен
- Джон ДэМита — Фазио Великий
- Кэролайн Уильямс — Лоретта
- Марчело Туберт — Гупта
- Майкл Кэллан — Митч
- Том Дуган — Артур
- Ли-Эйлин Бэйкер — официантка
- Линда Шэй — медсестра
- Ричард Шейн — Счастливчик
- Йен Грегори — доктор
- Роджер Хьюлетт — Тони
- Терри Ли Крисп — двойник Элвиса Пресли
- Сьюзан Скиннер — туристка
- Хэйди Стэйли — девушка из фантазии